# Eurotium glabrum
Eurotium glabrum är en svampart som beskrevs av Blaser 1976. Eurotium glabrum ingår i släktet Eurotium och familjen Trichocomaceae.   Inga underarter finns listade i Catalogue of Life.